# Josef Cyrill Sychra
Josef Cyrill Sychra (12. března 1859, Ústí nad Orlicí – 21. srpna 1935, Stará Boleslav) byl český hudební skladatel, sbormistr a hudební pedagog.

## Život
Pocházel z hudební rodiny. Jeho otec, Václav Sychra (1826–1894) byl výborný zpěvák, houslista a varhaník. Studoval na Varhanické škole v Praze u Františka Skuherského. Při studiu byl zpěvákem (basistou) a varhaníkem v Emauzském klášteře. Po skončení studia se stal varhaníkem a ředitelem kůru ve Staré Boleslavi. Řídil pěvecká sdružení Václav v Boleslavi a Bojan v Brandýse nad Labem.
V roce 1889 získal místo ředitele kůru v Mladé Boleslavi a učil na místních středních školách. Stal se sbormistrem pěveckého sdružení Boleslav a chrámového sboru. V roce 1891 na sjezdu Jednoty pěveckých spolků českoslovanských v Praze získal sbor Boleslav čestné uznání. V roce 1895 získal bronzovou medaili města Prahy a čestný diplom. Spřátelil se s Antonínem Dvořákem, který vystoupil v Mladé Boleslavi ještě 19. března 1892, před svým odjezdem do Ameriky. Na oslavách 50. výročí založení sboru v roce 1907 účinkovala i Česká filharmonie. Skladatel sklidil významné úspěchy i v zahraničí. Vysoká vyznamenání za svou chrámovou tvorbu získal v Belgii, Německu a ve Švýcarsku. V roce 1923 ukončil aktivní činnost a odešel na odpočinek do Staré Boleslavi.
Dva Sychrovy synové se rovněž věnovali hudbě:
Method Lumír Sychra (1884–1922) vystudoval Pražskou konzervatoř a hudební vědu na Filozofické fakultě Univerzity Karlovy. Působil jako varhaník v Plzni a byl ředitelem kůru v kostele sv. Havla v Praze. Je autorem několika chrámových skladeb i světské komorní a orchestrální hudby.
Cyril Sychra (1883–1957) vystudoval práva, ale stal se významným hudebním vědcem a spisovatelem. Kromě mnoha studií o českých hudebních skladatelích vydal životopis svého otce (Můj otec) i bratra Methoda (Můj bratr Lumír).

## Dílo
Význam Josefa Cyrilla Sychry tkví zejména v chrámové hudbě. Kromě řady mší napsal mnoho drobnějších skladeb: latinská i česká moteta, žalmy, hymna, responsoria, ofertoria. graduale, nešpory a svatební a pohřební sbory. Převážně psal hudbu na liturgické latinské texty. Složil také několik mší českých a dochovalo se i Kyrie na staroslovanský text (Glagolská mše). Komponoval však i hudbu světskou. Napsal mnoho písní, písňových cyklů a sborů, vesměs s vlasteneckou tematikou. Upravil některé mužské sbory Křížkovského a Bedřicha Smetany pro smíšený sbor a rovněž upravoval lidové písně.

### Chrámové skladby
- Krátká tříhlasá mše
- Missa in honorem s. Josephi
- Missa in honorem Ss. Cosmae et Damiani
- Missa in honorem Ss. Cyrilli et Methodii
- Missa in memoriam milleniarum s. Methodii
- Missa in festis duplicibus
- Missa in festis solemnibus
- Missa sexta
- Missa brevis
- Missa iuventutis studiosae
- Missa convictus
- Missa solemnis
- Missa pastoralis
- Missa brevissima
- Missa festiva
- Missa dominicalis
- Missa in honorem S. Ludmilae
- Missa de Beata
- Missa in honorem S. Procopii
- Missa octo vocum
- Missa discipulorum
- Missa ruralis
- Missa in Epiphania Domini
- Missa angelica
- První česká mše
- Prosba k českým patronům
- Bože, Otče
- Začíná se konat oběť čistá
- V života bouřích
- 8 requiem

### Kantáty a oratoria
- Na Golgotě (1912)
- Velkopáteční meditace
- Mesiáš
- Svatováclavská kantáta
- Křížová cesta

### Varhanní skladby
- Fantasie na dva chorály z 15. stol.
- Fantasie na píseň „Svatý Václave“
- Fantasie na „Vstalť jest této chvíle“
- Fantasie na husitskou hymnu
- 125 krátkých a snadných předeher
- Populární škola na varhany

### Literární práce
- Vzpomínky českého muzikanta (autobiografie)
- Cvičebnice zpěvu pro střední školy
- Skuherského moteta